# 蒂利耶尔
蒂利耶尔（法語：Tillières，法語發音：[tiljɛʁ] ⓘ）是法国曼恩-卢瓦尔省的一个旧市镇，属于绍莱区。2015年12月15日，蒂利耶尔和相邻的9个市镇合并为新市镇塞夫勒穆瓦讷（Sèvremoine）。

## 地理
蒂利耶尔（47°8'40"N, 1°9'52"W）面积24.13 平方千米，位于法国卢瓦尔河地区大区曼恩-卢瓦尔省，该省份为法国西部内陆省份，大致对应安茹地区，北起顺时针与马耶讷省、萨尔特省、安德尔-卢瓦尔省、维埃纳省、德塞夫勒省、旺代省、大西洋卢瓦尔省和伊勒-维莱讷省接壤。
与蒂利耶尔接壤的市镇（或旧市镇、城区）包括：穆济永、拉勒格里皮耶尔、瓦莱特、热斯泰、穆瓦讷河畔圣克雷潘、穆瓦讷河畔圣日耳曼。

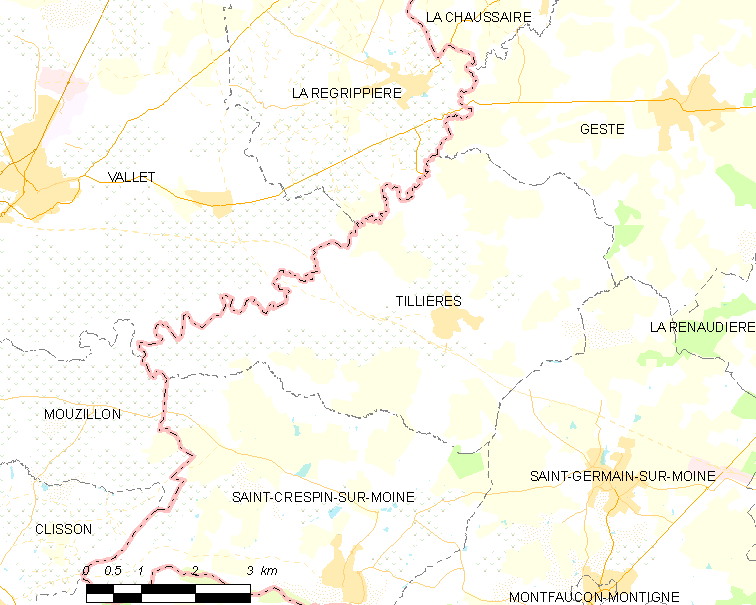
蒂利耶尔的OSM定位图

蒂利耶尔的时区为UTC+01:00、UTC+02:00（夏令时）。

## 行政
蒂利耶尔的邮政编码为49230，INSEE市镇编码为49349。

## 政治
蒂利耶尔所属的省级选区为塞夫勒穆瓦讷县。

## 人口

1962-2008年间蒂利耶尔人口变化图示

蒂利耶尔于2018年1月1日时的人口数量为1813人。